# Benedetto Aloisi Masella
Benedetto Aloisi Masella (Pontecorvo, 29 de junio de 1879-Roma, 30 de septiembre de 1970) fue un cardenal italiano.

## Biografía
Nacido en Pontecorvo, Benedetto Aloisi Masella asistió al seminario en Ferentino antes de ir a Roma, donde estudió en la Pontificia Universidad Gregoriana, en el Pontificio ateneo romano de San Apolinar, y en la Academia Pontificia Eclesiástica. Fue ordenado sacerdote el 1 de junio de 1902 y se desempeñó como secretario privado de su tío, el Cardenal Gaetano Aloisi Masella, pro-datario del Papa.
Al ingresar a la Curia romana, en la Secretaría de Estado, en 1906, Aloisi Masella comenzó a trabajar para la Nunciatura en Portugal (Secretario, 1908–1910; encargado de negocios, 1910–1919). Fue ascendido al rango de Chambelán Privado de Su Santidad el 25 de diciembre de 1914, Prelado Doméstico de Su Santidad el 29 de septiembre de 1917, y Nuncio en Chile el 20 de noviembre de 1919.
El 15 de diciembre de 1919, fue nombrado Arzobispo titular de Cesarea de Mauritania por el Papa Benedicto XV. Aloisi Masella recibió su consagración episcopal al siguiente 21 de diciembre de parte del Cardenal Pietro Gasparri, con el arzobispo Sebastião Leite de Vasconcellos y el obispo Antonio Maria Iannotta como co-consagrantes. Más tarde fue nombrado nuncio apostólico en Brasil el 26 de abril de 1927.

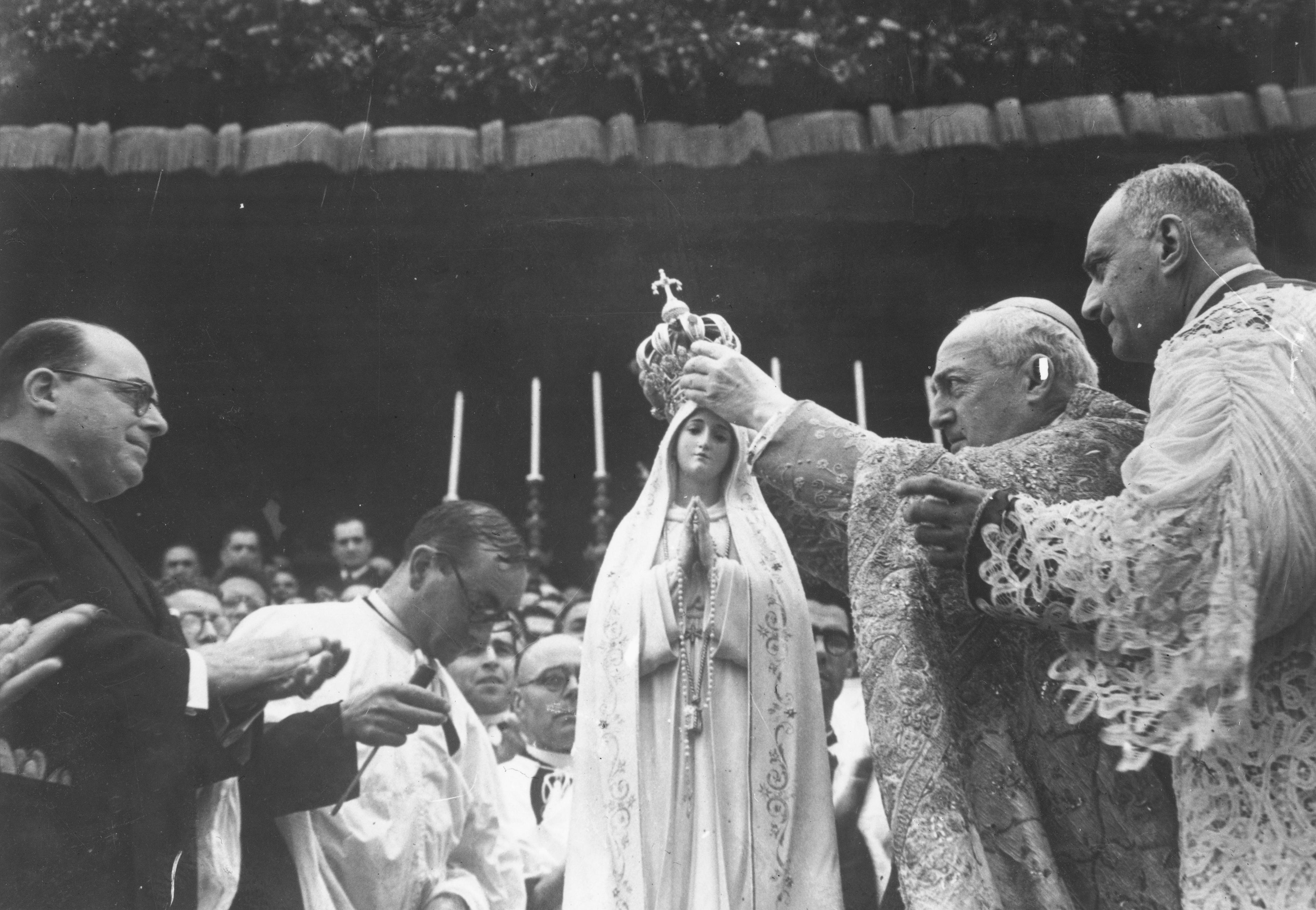
Coronación de la imagen de la Virgen de Fátima por el cardenal Aloisi Masella, 13 de mayo de 1946.

Aloisi Masella fue nombrado Cardenal presbítero de Santa María en Vallicella por el Papa Pío XII en el consistorio del 18 de febrero de 1946. Fue promovido a cardenal obispo de Palestrina el 21 de junio de 1948. El 27 de octubre de 1954, Pío XII lo nombró arcipreste de la Archibasílica de San Juan de Letrán y prefecto de la Congregación para Disciplina de los Sacramentos. Fue elegido Chambelán de la Iglesia católica (o Camerlengo) el 9 de octubre de 1958 por la Curia cardenalicia, pues el ya difunto Papa Pío XII no había escogido a nadie para ocupar ese puesto para el cónclave del mismo año.
De 1962 a 1965, asistió al Concilio Vaticano II, y durante su curso, votó en el Cónclave de 1963 que seleccionó al Papa Pablo VI. Aloisi Masella dimitió como Prefecto de la Disciplina de los Sacramentos el 11 de enero de 1968.
Murió de una enfermedad renal en Roma a la edad de 91 años, como el miembro más antiguo del Colegio cardenalicio. Fue sepultado en la catedral de su natal Pontecorvo.

## Condecoraciones
- Gran Cruz de la Orden de Cristo (Portugal).